# Mona Golabek
Mona Golabek, née en 1954 à Los Angeles, est une pianiste et romancière américaine. Elle est apparue avec de nombreux orchestres et a fait plusieurs enregistrements. Elle a co-écrit avec Lee Cohen un livre intitulé Les Enfants de Wilesden Lane qui relate l'expérience de sa mère lors du Kindertransport, publié en 2002. Une pièce de théâtre intitulée Le Pianiste de Wilesden Lane est basée sur ce livre, adaptée et réalisée par Hershey Felder.

## Biographie
Elle est la fille de Lisa Jura, une pianiste et de Michel Golabek. Sa mère est née en Autriche, et a été l'un des 10 000 enfants juifs introduits en Angleterre avant la Seconde Guerre mondiale dans le cadre du Kindertransport, une mission pour sauver les enfants menacés par les nazis. Bien que la mère de Mona ait été sauvée, ses grands-parents maternels sont morts à Auschwitz.
Mona Golabek a appris le piano en grande partie avec sa mère, qui avait à son tour appris de sa propre mère (la grand-mère de Mona), Malka Jura. Elle a reçu une bourse Avery Fisher en 1981,  récompensant l'ensemble de sa carrière ainsi que le Prix du Public au Concours international de piano Frédéric-Chopin. Elle est depuis apparue avec de grands orchestres et chefs d'orchestre du monde entier et dans des récitals au Hollywood Bowl, au Kennedy Center et au Royal Festival Hall. Elle a une nomination aux Grammy Awards et elle a fait l'objet d'un documentaire du PBS.
Avec l'aide de Hershey Felder, elle a monté une comédie musicale, The Pianist of Willesden Lane, joué  au 59E59 Theater à Broadway en 2014 avant d'être invité à venir la jouer à Londres.
Elle vit aujourd'hui à Hollywood Hills.

## Philanthropie
En 2003, Mona Golabek créé la fondation Hold On to your Music, en hommage à sa mère, Lisa Jura. « Hold on to your music. It will be your best friend. » Sont les derniers mots prononcés par la mère de Lisa, juste avant qu'elle ne monte dans le train pour l'Angleterre en 1938. La mission de cette fondation est d'accroître la compréhension auprès du grand public d’événements tel l'Holocaust et de montrer le pouvoir des arts face à l'adversité.

## Livres
- Mona Golabek et Lee Cohen, Les Enfants de Wilesden Lane,  (ISBN 978-0446690270)
- Une série vidéo, Enseigner aux Enfants de Willesden Lane, parrainée par la Fondation Annenberg a été promue en ligne.

## Récompenses
- 1972 : lauréate des Young Concert Artists International Auditions